# Manila Paloma Blanca
Manila Paloma Blanca è un film del 1992 diretto da Daniele Segre.

## Trama
Carlo Carbone, una quarantina d’anni, ex attore, più volte ricoverato in reparti psichiatrici, vive una vita di espedienti tra mense e dormitori pubblici. Un giorno conosce Sara e tra di loro nasce una strana relazione. Per il resto la vita di Carlo, da cui Sara è tenuta al di fuori è quella di sempre: piccoli trucchi, le solite frequentazioni, fantasie di riscatto da un passato bruciato. La donna diventa l’unico elemento concreto e positivo della sua vita. Un contatto con un vecchio amico dei tempi in cui faceva teatro riavvicina Carlo al mondo che era stato suo ed egli intraprende la stesura di una sceneggiatura teatrale. Sara, coinvolta dal rapporto al punto da trascurare il proprio lavoro, segue Carlo nell’elaborazione del testo ma vittima della sua follia, subisce un’aggressione